# Кароліно-Бугаз
Кароліно-Бугаз (з 01.02.1945 — до 31.10.1990 с. Затока; до 1982 року —  селище, з 1982 року —  село) — село в Україні, адміністративний центр Кароліно-Бугазької сільської громади Білгород-Дністровсьському районі Одеської області. Причорноморський курорт, розташований за 60 км на південний захід від Одеси, на початку піщаної коси, що розмежовує Чорне море з Дністровським лиманом. Кароліно-Бугаз щільно межує з півдня з селищем Затока (безпосередньо на косі), а саме село Кароліно-Бугаз розташоване на височині, на якій знаходяться бази відпочинку та пансіонати.

## Назва
Назва села походить від турецького тур. Boğaz — протока.

## Історія
Татарське селище Бугаз (Буаз) відоме з 1770-х років. Вперше позначено на картах 1774 року. Під час російсько-турецької війни (1787—1791) було знищене. Після 1792 року територія сучасного села увійшла в межі земельної дачі А. М. Грибовського (7500 десятин), яку 1802 року викупив подільський граф Ігнацій Сцибор-Мархоцький. Селища Бугаз було знову заселене на початку 1820-х років сином Ігнація — Каролем Сцибор-Мархоцьким, на честь якого отримало свою другу назву — Каролін. Вперше селище Каролін згадано в заповіті Ігнація Сцібор-Мархоцького від 14 грудня 1822 року. З другої половини 1820-х років, хутором володіла молодша сестра Кароля — Емілія графиня Сцибор-Мархоцька (в шлюбі Інгістова). З цього часу і до 1918 року Кароліно (Бугаз), хутір Терновий (Інгістова, Медзіховського) і село Грибівка (Андріанівка) належали родині Інгістових. Помилкова версія про те, що Кароліно-Бугаз назване на честь Кароліни Собанської, насправді немає ніяких документальних підтверджень і є версією літераторів.
Під час організованого радянською владою Голодомору 1932—1933 років померло щонайменше 2 жителя села.

## Політика

### Парламентські вибори, 2019
На позачергових парламентських виборах 2019 року у селі функціонувала окрема виборча дільниця № 510693, розташована у приміщенні школи.
Результати
- зареєстровано 2080 виборців, явка 50,67%, найбільше голосів віддано за «Слугу народу» — 46,61%, за «Опозиційну платформу — За життя» — 20,53%, за «Європейську Солідарність» — 8,69%.[4] В одномандатному окрузі найбільше голосів отримав Сергій Колебошин (Слуга народу) — 45,78%, за Василя Гуляєва (самовисування) — 24,64%, за Сергія Боба (Опозиційна платформа — За життя) — 10,38%[5].

## Економіка

### Туризм

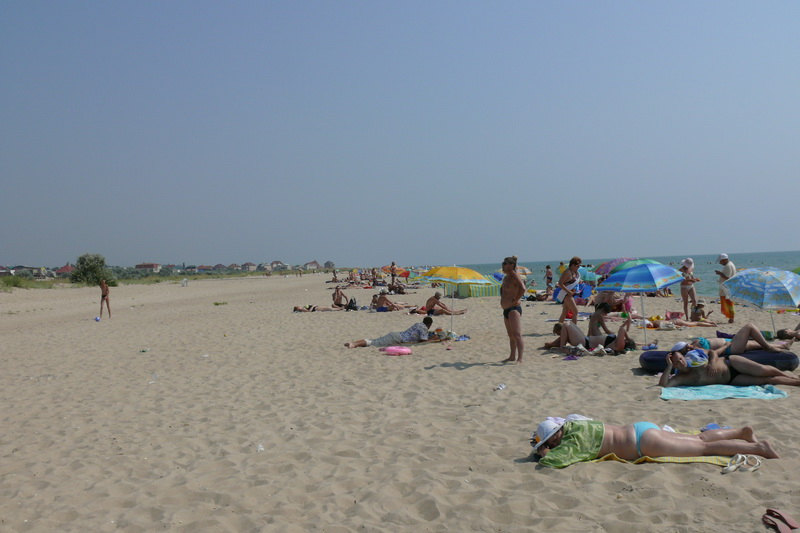
Узбережжя Чорного моря в селі Кароліно-Бугаз

Відпочинок у Кароліно-Бугаз завжди вважався елітним завдяки віддаленості від індустріальних центрів і повній відсутності промислових підприємств. Піщана смуга, що простягається майже на 20 км — це чудові пляжі завширшки понад 100 метрів з чистим дрібним піском. Пологе дно моря створює прекрасні умови для купання. Бази відпочинку розташовуються на березі моря, у декількох метрах від берегової лінії. В селі є численні кафе, бари і дискотеки, прокат водних мотоциклів, водяні гори для дітей і дорослих.
Є можливості знайти пропозиції екскурсій до Одеси, морських прогулянок Дністровським лиманом, до Білгорода-Дністровського з цікавими відвідинами фортеці або дістатися самостійно.

## Транспорт
Село Кароліно-Бугаз розташоване на Ізмаїльському напрямку Одеської залізниці, тому до 26 квітня 2022 року була можливість дістатися приміськими електропоїздами з Одеси до Білгорода-Дністровського (наразі рух поїздів обмежено до кінцевої станції Кароліна-Бугаз через завдані авіаударами руйнування по підйомному мосту у Затоці російськими окупантами, в ході російсько-української війни. 
На території селища, окрім залізничної станції Кароліна-Бугаз, знаходяться два пасажирських залізничних зупинних пунктів Студентська та Нагірна.
Решта «курортних» зупинних пунктів розташовані вже в селищі Затока.
До станції Кароліна-Бугаз також була можливість дістатися пасажирськими поїздами:
- Одеса — Ізмаїл / Березине
- Київ — Ізмаїл
- Житомир/Київ — Білгород-Дністровський
- Чернігів/Київ — Білгород-Дністровський.

Автошляхом з Одеси, з інтервалом 20 хвилин курсує маршрутне таксі № 601, а з Білгород-Дністровський маршрут № 534.

## Населення
За переписом УРСР 1989 року чисельність наявного населення села становила 2215 осіб, з яких 1044 чоловіки та 1171 жінка.
За переписом населення України 2001 року в селі мешкала 2141 особа.

### Мова
Розподіл населення за рідною мовою за даними перепису 2001 року:
| Мова       | Відсоток |
| ---------- | -------- |
| українська | 50,02 %  |
| російська  | 47,12 %  |
| болгарська | 1,07 %   |
| румунська  | 0,98 %   |
| білоруська | 0,13 %   |
| гагаузька  | 0,13 %   |
| циганська  | 0,13 %   |
| угорська   | 0,04 %   |
| інші       | 0,38 %   |

## Об'єкти соціальної сфери
- Середня загальноосвітня школа.
- Школа-інтернат.